# ستيفن أرمسترونغ
ستيفن أرمسترونغ (بالإنجليزية: Stephen Armstrong)‏ (23 يوليو 1976 في المملكة المتحدة - ) هو لاعب كرة قدم جنوب أفريقي في مركز الهجوم. لعب مع دي.سي. يونايتد وسبورتينغ كانساس سيتي وكولومبوس كرو ونادي واتفورد وتشارلستون بيتري وFlint City Bucks ‏ وChicago Storm (soccer) ‏ وفاسترا فرولندا ‏.

## وصلات خارجية
- ستيفن أرمسترونغ على موقع الدوري الأمريكي (الإنجليزية)
- ستيفن أرمسترونغ على موقع قاعدة بيانات كرة القدم.إي يو (الإنجليزية)
- ستيفن أرمسترونغ على موقع Soccerbase.com (لاعب) (الإنجليزية)
- ستيفن أرمسترونغ على موقع Soccerway.com (الإنجليزية)
- ستيفن أرمسترونغ على موقع عالم كرة القدم.نت (الإنجليزية)